# Tectaria jimenezii
Tectaria jimenezii är en ormbunkeart som beskrevs av M. Kessler och A. R. Sm. Tectaria jimenezii ingår i släktet Tectaria och familjen Tectariaceae. Inga underarter finns listade.